# 狗奴国
狗奴国（くぬのくに/くぬこく、くなのくに/くなこく、こなのくに/こなこく）は、中国の三国時代の歴史書『三国志』（西晋の陳寿の作）のうちの『魏書』の中の「東夷伝倭人の条」に記載されている邪馬台国と対立していた倭人の国である。『後漢書』東夷伝では拘奴国と表記する。奴国とは異なる。

## 概説
3世紀（弥生時代末期から古墳時代初期）の倭国で邪馬台国の尽きるところである南に位置する。その名称からも、元は奴国の分国であるという説もある。
男王卑弥弓呼（一般的には「ひみここ、ひみくこ」と読むが「ひこみこ」（彦御子）とする説がある）がおり、官を狗古智卑狗（一般的には「くこちひこ、ここちひこ」と読むが「くくちひこ」（菊池彦）「かわちひこ」（河内彦）とする説がある）と言った。邪馬台国の女王卑弥呼と卑弥弓呼は「素より和せず」と戦闘状態にあったが、この戦いの最中に卑弥呼が死去したという。

### 読み下し文・原文
- その南に狗奴国あり。男子を王となす、その官に狗古智卑狗あり。女王に属さず。（中略）その八年（正始8年）、太守王頎官に到る。倭の女王卑弥呼、狗奴国の男王卑弥弓呼ともとより和せず、倭の載斯・烏越等を遣わして郡に詣り、相攻撃する状を説く。
「其南有狗奴國 男子爲王 其官有狗古智卑狗 不属女王 （中略）其八年 太守王頎到官 倭女王卑彌呼興狗奴國男王卑彌弓呼素不和 遺倭載斯烏越等詣郡 説相攻撃状」 -- 『魏書』東夷伝
- 女王国より東、海を度ること千余里、拘奴国に至る。皆倭種なりといえども、女王に属せず。
「自女王國東度海千餘里至拘奴國雖皆倭種而不属女王」 -- 『後漢書』東夷伝

## 位置に関する説
いずれの場合も「久野」または「久能」という地名は全国各地にあるため地名だけをたよりに狗奴国の候補地を探すのは無意味である。

### 在南説
解釈により3つの説に分かれる。
1. 魏志倭人伝の狗奴国は「女王の境界の尽きるところ」の南という記述を、邪馬台国を中心とする諸国からみて南にあったと解釈する説
2. 魏志倭人伝の「女王の境界の尽きるところ」である餘旁遠絕21国の最後にあげられているのが奴国であることから「奴国の南」にあったと解釈する説
3. 『魏略』に「女王之南」とあることから「女王国の南」にあったとする説

九州説に立つ論者は狗奴国の位置をだいたい九州内のどこかに置く説が多いが、邪馬台国畿内説であっても狗奴国を九州内に比定する説がある。
- 南九州説
  - 肥後説：邪馬台国九州説・畿内説問わず、最も有力な説である。肥後国球磨郡[6][6][7][6]は熊国つまり記紀の熊県（くまのあがた）の遺称地であってこれを狗奴国とし、同国菊池郡を狗古智卑狗と関係付ける[8]。内藤湖南も狗奴国を肥後国としその中心地を菊池郡城野郷に比定した[9]。
  - その他の南九州説：南九州の各地。邪馬台国九州説の場合で、狗奴国の位置を南九州のいずれかの地に比定するもの。地名の類似性が弱い説が多い。
- 熊野説。邪馬台国畿内説においては邪馬台国は奈良盆地であることから、その南にある熊野地方だとする説（志田不動麿、笠井新也など）。

### 在東説
魏志によるか後漢書によるかで2つに分かれる。
1. 後漢書に従う説。魏志倭人伝は「東に海を渡る千里また国あり皆倭種」と「狗奴国」を別のものとしているが、後漢書東夷伝が両者を同一視していることから狗奴国を南ではなく東に想定するものであり、文献批判的にはやや弱い。
2. 魏志倭人伝の方角は90度傾いているとして、南をすべて東に読み替える説。この場合は狗奴国は邪馬台国の東方にあったと考えられる。
3. 魏志倭人伝から「邪馬台国の南」ではなく「女王の境界の尽きるところ」である「奴国の南」に狗奴国があると解釈して、東方にもっていく。（「女王の境界の尽きるところ」の方角は明記されていないため東方とも解釈可能）

- 四国説：邪馬台国九州説を前提とする説。
  - 伊予説：本居宣長は伊予国風早郡河野郷に比定している。
  - 讃岐説：古田武彦は瀬戸内海に狗奴国を比定し[10]たがその後「讃岐国」とした（さらに後には近畿地方とした）。
- 近畿説：最晩年の古田武彦ほか、邪馬台国吉備説の論者と一部の九州説論者が主張。
- 出雲説：邪馬台国は九州にあったとする。
- 東国説：下記のうち関東説は古い学説だが、それ以外の諸説は80年代以降の説である。
  - 近江説：主に考古学的な根拠によるもので近江を中心に美濃の一部まで含む。
  - 尾張説：尾張を中心に伊勢の一部や美濃の一部を含む。愛知県一宮市の萩原遺跡群をはじめとして伊勢湾岸一帯からＳ字甕が大量に発掘されていることから、大型の前方後方形墳丘墓を営んで濃尾平野の一帯に広がっていた勢力が狗奴国だとする。また濃尾平野の北端に位置する岐阜市内の「加納」という地名や、濃尾平野の西に隣接する三重県桑名市の「桑名」という地名に関係付ける論者もいる。邪馬台国に匹敵する大国という（この勢力はのちに古墳時代前期前半に前方後方墳を造営する東日本の諸勢力の前身とみる説[11]もある）。
  - 遠江説：狗奴国を久努国造とする説。静岡県西部（遠江）を狗奴国の中心とみる（東方では同県東部（駿河）まで含むとする場合もある）。
  - 関東説：狗奴国を「毛野国」（群馬県・栃木県）に同定する[7]。

## 後裔に関する説
邪馬台国についてヤマト王権との関係に諸説あるように、狗奴国についても、その後どうなったのかを巡る諸説が対立している。
- 消滅説
  - 滅亡説（邪馬台国に戦争で敗れ滅んだ）
  - 吸収説（卑弥呼没後まもなく邪馬台国連合に統合され、徐々に吸収された[11]）
- 継承説（どこかにあった狗奴国がそのまま在地勢力として存在し続けた）
  - 隼人/熊襲説（九州にあった狗奴国が熊襲になった、または隼人になった）
- ヤマト王権になった説
  - 征服説（どこかにあった狗奴国がどこかにあった邪馬台国を滅ぼしヤマト王権になった）
    - 東遷説（九州から東征し畿内の邪馬台国を滅ぼしヤマト王権になった）
      - 逃亡説（九州の邪馬台国連合の圧迫からの逃亡して畿内に移動、ヤマト王権になった）